# Malé Žabie pleso mengusovské
Malé Žabie pleso mengusovské (deutsch Mengsdorfer Kleiner Froschsee, ungarisch Menguszfalvi-Kis-Békás-tó, polnisch Mały Żabi Staw Mięguszowiecki) ist ein Bergsee auf der slowakischen Seite der Hohen Tatra.
Er befindet sich im oberen Teil des Hochtals Žabia dolina mengusovská (deutsch Froschseetal) im Talsystem der Mengusovská dolina (deutsch Mengsdorfer Tal) und seine Höhe beträgt 1919 m n.m. Seine Fläche liegt bei 12.060 m², er misst 160 × 105 m und seine maximale Tiefe beträgt 12,6 m. Der See gehört zum Einzugsgebiet des Poprad über die Nebenflüsse Žabí potok und Hincov potok und war in der Vergangenheit mit dem Nachbarsee Veľké Žabie pleso mengusovské (deutsch Mengsdorfer Großer Froschsee) ein gemeinsamer See, nach der Senkung des Wasserpegels sind sie durch einen kleinen Wall getrennt.
Da es in der Tatra mehrere Seen mit dem Teilnamen Žabie pleso gibt, wird die Lage durch das Adjektiv mengusovské (Mengsdorfer, nach dem Talort Mengusovce) präzisiert.
Zum Seeufer führt kein touristischer Wanderweg, er ist jedoch einfach vom rot markierten Wanderweg zwischen der Gabelung Nad Žabím potokom und dem polnisch-slowakischen Grenzberg Rysy zu erreichen.